# Jolene Purdy
Jolene Purdy (Redondo Beach, 9 dicembre 1983) è un'attrice statunitense.

## Biografia
Jolene Purdy è nata il 9 dicembre 1983 da Cheryl A. (nata Sugimoto) e Donald Allen Purdy. Sua madre è giapponese e suo padre è ebreo. È una Yonsei, una pronipote di immigrati giapponesi. Ha due sorelle e una sorellastra, Miki Purdy. È sposata con Chuck Brandt e hanno una figlia.

## Filmografia

### Cinema
- Donnie Darko, regia di Richard Kelly (2001)

### Televisione
- Boston Public - serie TV, episodio 2x01 (2001)
- Giudice Amy (Judging Amy) - serie TV, episodio 3x21 (2002)
- Do Not Disturb – serie TV, 6 episodi (2008)
- 10 cose che odio di te (10 Things I Hate About You) – serie TV, 8 episodi (2009-2010)
- Gigantic – serie TV, 18 episodi (2010-2011)
- Breaking Bad – serie TV, episodio 3x04 (2010)
- Glee – serie TV, episodi 3x01-3x02-3x03 (2011)
- Aiutami Hope! (Raising Hope) – serie TV, episodio 2x11 (2012)
- Under the Dome – serie TV, 9 episodi (2013-2014)
- Benched - Difesa d'ufficio (Benched) – serie TV, 12 episodi (2014)
- Orange Is the New Black – serie TV, 19 episodi (2016-2017)
- The Magicians – serie TV, episodi 4x03-4x04-4x05 (2019)
- WandaVision, regia di Matt Shakman – miniserie TV, puntate 2-7-9 (2021)
- The White Lotus – serie TV, episodio 1x01 (2021)
- L'estate in cui imparammo a volare (Firefly Lane) – serie TV, 6 episodi (2022)
- Unseen, regia di Yoko Okumura – film TV (2023)
- The Bondsman – serie TV, 8 episodi (2025)

## Doppiatrici italiane
Nelle versioni in italiano delle opere in cui ha recitato, Jolene Purdy è stata doppiata da:
- Gemma Donati in Donnie Darko, 10 cose che odio di te
- Rossa Caputo in Orange Is the New Black, The Bondsman
- Alessia Amendola in Breaking Bad
- Barbara Pitotti in Glee
- Giorgia Brasini in Under the Dome
- Roberta De Roberto in Benched - Difesa d'ufficio
- Cristina Giachero in Hawaii Five-0
- Chiara Oliviero ne L'estate in cui imparammo a volare